# Apios
Apios Fabr. è un genere di piante appartenenti alla famiglia  delle Fabacee (o Leguminose) che comprende poche specie rampicanti, native del Nordamerica e dell'Asia.

## Tassonomia
Il genere Apios appartiene alla famiglia delle Leguminose o Fabacee e, all'interno di questa, alla sottofamiglia delle Faboidee e alla tribù delle Faseolee.
Molto affine al genere Glycine, Apios fu inizialmente incluso in questo, come anche il genere Wisteria.
Il genere comprende le seguenti specie:
- Apios americana Medik. - glicine tuberoso, spontaneo e coltivato in Nordamerica e naturalizzato in Europa occidentale (Italia compresa) e in Giappone
- Apios carnea (Wall.) Benth. - spontaneo in Cina, India e Indocina
- Apios chendezhaoana (Y.K.Yang, L.H.Liu & J.K.Wu) B.Pan bis, X.L.Yu & F.Zhang
- Apios delavayi Franch. - esclusivo della Cina
- Apios fortunei Maxim. - spontaneo in Cina e in Giappone
- Apios macrantha Oliv. - esclusivo della Cina
- Apios priceana Robinson - limitato a un'area ristretta degli Stati Uniti sud-orientali (Alabama, Kentucky, Mississippi e Tennessee)